# Leyendo "Le Figaro"
Leyendo Le Figaro es una pintura al óleo sobre lienzo de 104 x 83,7 cm realizada en 1878 por la pintora Mary Cassatt.
La pintora retrató a su madre sentada absorta en la lectura de Le Figaro, el diario parisino, cuyo encabezado, invertido, es claramente legible. La presencia de un espejo junto al sillón amplía la perspectiva, que es más bien baja, creando un efecto de cercanía e intimidad, muy empleada por la artista en su obra. Los tonos blancos, en el periódico, el vestido, el estampado del sillón, la pared, recuerdan a Whistler.
Es parte de una colección privada.